# Cocorico

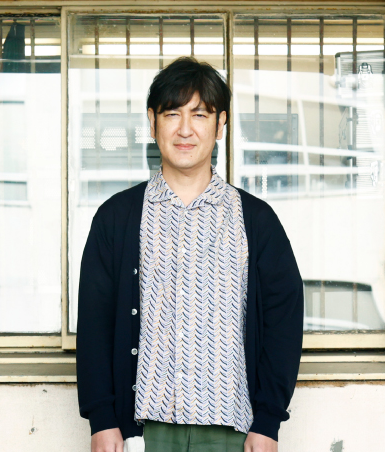
Entrevista de Ecozine a Naoki Tanaka 1 (recortada).

Cocorico (ココリコ Kokoriko), es un dúo de comedia owarai japonés integrado por Endō Shōzō (遠藤 章造) y Tanaka Naoki (田中 直樹). Son mejor conocidos por ser invitados constantes del programa de variedades del también dúo de comedia owarai Downtown, Downtown no Gaki no Tsukai ya Arahende!!.

## Integrantes
Endō Shōzō nació el 13 de julio de 1971 en la prefectura de Toyonaca, Osaka Japón. En el 2002 contrajo matrimonio con la tarento Chiaki Fujimoto pero en el 2007 se divorciarón. Durante el matrimonio tuvo una hija, Iroha, nació en el 2003. En 2015, se volvió a casar con una mujer que era exgerente de Tsutomu Sekine. Y tuvo un hijo, que nació en el verano de 2016.  Su rol en el dúo es del "apuesto" y serio.
Tanaka Naoki nació el 26 de abril de 1971 en la prefectura de Toyonaca, Osaka Japón. En el 2003 se casó con la actriz Shie Kohinata pero se divorciarón en el 2017 y Tanaka obtuvo la custodia de sus dos hijos que nacieron en 2004 y 2008. Es el líder del dúo y es el escritor de todos sus materiales.

## Historia
Ambos nacieron en 1971 y crecieron en la ciudad de Toyonaca, prefectura de Osaka. Ellos se formaron en 1992 en el grupo de comediantes Yoshimoto Kōgyō cuando Endō renunció a su trabajo mundano como asalariado e invitó a su amigo de la infancia a unirse a él en un dúo. Ellos se nombraron asimismo después de un café en Osaka como Coq au Rico, una variante de la onomatopeya francesa por el sonido del canto que las gallinas hacen. Su nombre original era "Cocorico Bombers" hasta que les aconsejarón acortárlo. 
El humor sútil de Cocorico fue menospreciado por la mayoría de los comediantes, hasta que llamó la atención de Matsumoto Hitoshi del dúo de comedia Downtown. En 1997, ellos se volvieron invitados constantes en el programa Downtown no Gaki no Tsukai ya Arahende!! donde hicieron su debut.